# Eigil Pedersen
Eigil Pedersen (23. maj 1917 - 2. august 1994) var en dansk skakspiller og tredobbelt Danmarksmester i skak (1951, 1953 og 1961).
I 1950'erne og 1960'erne var Pedersen blandt de stærkeste danske skakspillere. Han vandt ni medaljer ved danmarksmesterskabet i skak; tre guld (1951, 1953, 1961), tre sølv (1957, 1960, 1964) og tre bronze (1949, 1954, 1956). I 1952 vandt Pedersen en kamp mod den fremtidige stormester Bent Larsen.
Eigil Pedersen spillede for Danmark ved skakolympiaden fem gange:
- I 1950 på tredje bræt i Dubrovnik (+5, =4, -4),
- I 1952 på fjerde bræt i Helsinki (+5, =3, -6),
- I 1956 på tredje bræt i Moskva (+3, =4, -4),
- I 1958 på fjerde bræt i München (+3, =4, -5),
- I 1966 på andet reservebræt i Havana (+1, =0, -4).

Eigil Pedersen spillede for Danmark ved det europæiske holdturneringsmesterskab:
- I 1970 på ottende bræt i Kapfenberg (+1, =0, -3).